# Bábolna
Bábolna è una città di 3 885 abitanti situata nella contea di Komárom-Esztergom, nell'Ungheria settentrionale.